# Ferrocarril Córdoba Central
El Ferrocarril Córdoba Central S. A. fue una empresa ferroviaria argentina que operó el Tren de las Sierras, en la provincia de Córdoba, entre 1993 y el 2001.

## Historia
El 19 de diciembre de 1993, luego de 16 años, el servicio fue nuevamente habilitado y el 22 de diciembre de 1994, el ramal fue cedido a la empresa.